# Bretoncelles
Bretoncelles ist eine französische Gemeinde mit 1.462 Einwohnern (Stand: 1. Januar 2022) im Département Orne in der Region Normandie. Sie gehört zum Arrondissement Mortagne-au-Perche und zum Kanton Bretoncelles. Die Einwohner werden Bretoncellois genannt.

## Geographie
Bretoncelles ist die die östlichste Gemeinde des Départements Orne an der Grenze zum Département Eure-et-Loir, 46 Kilometer westlich von Chartres. Nachbargemeinden von Bretoncelles sind La Madeleine-Bouvet im Norden, Le Pas-Saint-l’Homer im Norden und Nordosten, Meaucé im Nordosten, Vaupillon im Nordosten und Osten, Saint-Victor-de-Buthon im Osten und Südosten, Sablons sur Huisne im Südosten und Süden, Condé-sur-Huisne im Süden, Saint-Germain-des-Grois im Südwesten, Dorceau im Westen sowie Moutiers-au-Perche im Nordwesten.

## Bevölkerungsentwicklung
| Jahr                       | 1962 | 1968 | 1975 | 1982 | 1990 | 1999 | 2006 | 2012 | 2021 |
| Einwohner                  | 1112 | 1215 | 1285 | 1270 | 1221 | 1343 | 1400 | 1464 | 1469 |
| Quellen: Cassini und INSEE |      |      |      |      |      |      |      |      |      |

## Sehenswürdigkeiten

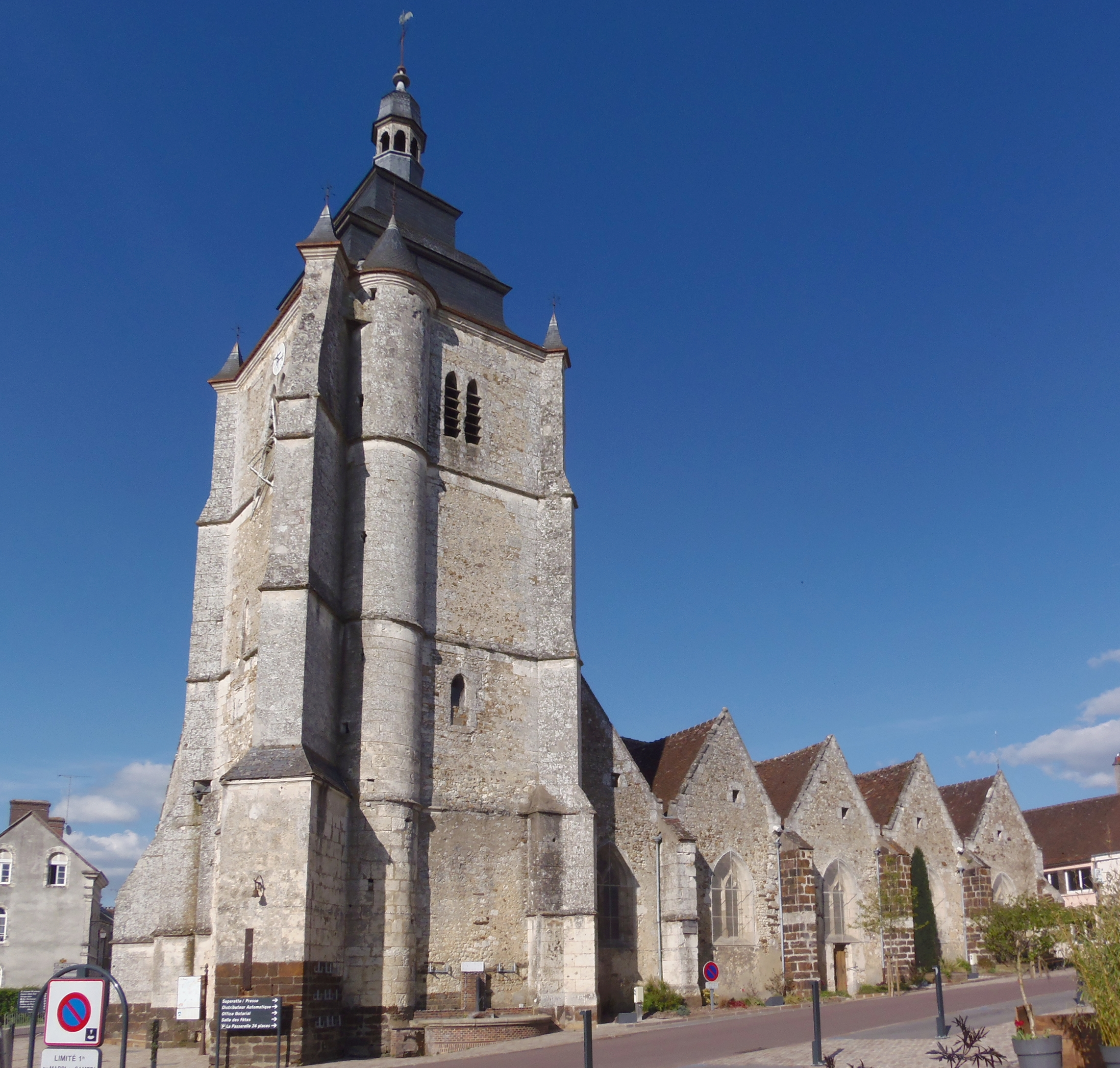
Kirche Saint-Pierre

- Kirche Saint-Pierre
- Motte (Wallburg)